# Julius Bernstein
Julius Bernstein (Berlín, 18 de diciembre de 1839 - Halle, 6 de febrero de 1917) fue un fisiólogo alemán.

## Estudios
Estudió medicina en la Universidad de Breslavia (actual Wroclaw, Polonia) con Rudolf Heidenhain (1834-1897), y en la Universidad de Berlín con Emil Du Bois-Reymond (1818-1896). Obtuvo su título de médico en Berlín, en 1862, y comenzó a continuación su carrera en el Instituto de Fisiología de la Universidad de Heidelberg como ayudante de Hermann von Helmholtz (1821-1894). En 1872 sucedió a Friedrich Goltz (1834-1902) como catedrático de fisiología en la Universidad de Halle.

## Contribuciones
Las investigaciones de Bernstein se centran en los campos de la neurobiología y la biofísica. Se le recuerda por su explicación en relación con el origen del potencial de reposo y el potencial de acción de los nervios y los músculos. En 1902 desarrolló la teoría de membrana del potencial eléctrico en las células y tejidos biológicos, una teoría que suposo la primera explicación físicoquímica de los acontecimientos bioeléctricos. Esta hipótesis está considerada como la primera teoría propiamente cuantitativa en el campo de la electrofisiología.

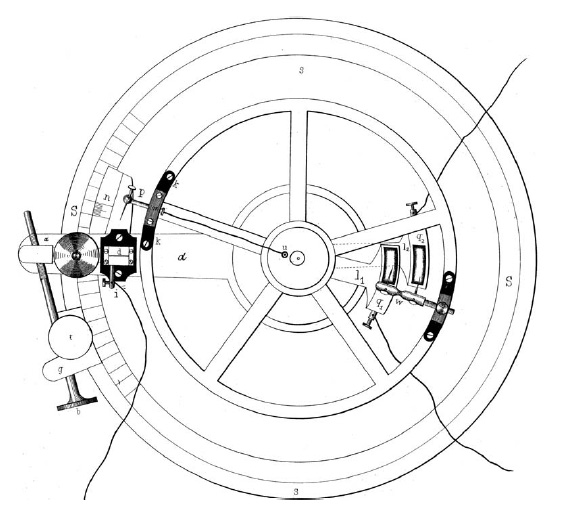
Reótomo diferencial, utilizado por Bernstein para medir potenciales de acción

Bernstein (1902, 1912) propuso correctamente que las células excitables están rodeadas por una membrana permeable selectivamente a los iones potasio en reposo, y que durante la excitación, la permeabilidad de la membrana a otros iones se ve incrementada. Su hipótesis de la membrana explicaba el potencial de reposo del nervio y del músculo como un potencial de difusión constituido por la tendencia de los iones cargados positivamente a difundir desde su elevada concentración en el citoplasma hasta su baja concentración en la solución extracelular, mientras que otros iones eran retenidos; durante la excitación, la negatividad interna se perdería temporalmente, en tanto que otros iones podrían difundir a través de la membrana, cortocircuitando de hecho el potencial de difusión del potasio.
Sus investigaciones pioneras allanaron el camino para la experimentación sobre la conducción del impulso nervioso y la transmisión de información en el sistema nervioso. Se le reconoce la invención del reótomo diferencial, un dispositivo empleado para medir la velocidad de transmisión de los impulsos bioeléctricos.

## Obras escritas
- Untersuchungen über den Erregungsvorgang im Nerven- und Muskelsysteme (Experimentos sobre el proceso de la excitación en nervios y músculos), Heidelberg: Winter, 1871.
- Die fünf Sinne des Menschen (Los cinco sentidos de los humanos), Leipzig: Brockhaus, 1875.
- Die mechanische Theorie des Lebens, ihre Grundlagen und ihre Erfolge (La teoría mecánica de la vida...), Braunschweig: Vieweg, 1890.
- Lehrbuch der Physiologie des thierischen Organismus, im speciellen des Menschen (Manual de fisiología del «organismo animal», en especial

del hombre), Stuttgart: F. Enke, 1894.
- Elektrobiologie: Die Lehre von den elektrischen Vorgängen im Organismus auf moderner Grundlage dargestellt. Braunschweig: Vieweg, 1912 (libro sobre electrobiología).